# Majoran
Majoran (vrtni mažuran, mirisni mažuran,  majuran, mirišljavak, lat. Origanum majorana) je biljka koja raste po Sredozemlju, Mađarskoj, Njemačkoj, Francuskoj, a u mediteranskoj kuhinji je čest začin i sadrži različita eterična ulja koja se koriste u kozmetici. Majoran je vrlo sličan okusom svom rođaku mravincu ili origanu (lat. Oreganum vulgare). U zemljama istočnog Sredozemlja se često ne pravi razlika u uporabi ova dva začina. To je dovelo čak do toga da se u mnogim kuharicama kaže da ih je teško razlikovati, što nije istina. Razlika je u mirisu i aromi. Majoran ima jedan slatkasti, pomalo cvjetni miris, te slatko-gorki okus, koji blago podsjeća na pepermint (metvica). Mravinac je mirisom i aromom puno intenzivniji.
Majoran je začin koji u pravom smislu riječi postaje lijek. Ako majoran koristite svježi onda je aromatičniji, a dužim kuhanjem gubi aromu, pa je poželjno da ga dodajete pri kraju kuhanja, dok suhi dodajte na početku kuhanja. Majoran je jedna od rijetkih biljaka koja ima jaču aromu osušena nego kada je svježa. Jedno od najpoznatijih jela u kojem je neizostavan je pizza, pa ga ujedno nazivaju pizza začin. Ako možete birati, uvijek je prvi izbor svježi majoran.

## Povijest
Domovinom majorana smatra se istočno Sredozemlje, a uzgaja se na područjima s umjerenom klimom, jer je osjetljiv na mraz. Spominje se još u starom Egiptu, gdje je bio posvećen bogu Ozirisu. Zbog ljekovitih svojstva preporučivali su ga Hipokrat, Paracelsus i Hildegarda iz Bingena.

## Izgled biljke
Majoran naraste do 50 cm visine. Ima tanke, pomalo crvenkaste, vrlo razgranate stabljike, te sitne, srcolike, s malim dlačicama pokrivene listove. Listovi su mali s kratkim peteljkama, a cvjetovi bijeli ili blijedoružičastocrveni. Biljka je jako aromatična, gorka okusa. Vrijeme cvatnje je u srpnju i kolovozu, zavisno od staništa. Većinom ga možemo naći u vrtovima, te u krškom području Mediterana.  Ubire se cijela biljka u cvatu, sami listovi i gornji dio biljke u cvatu. Sušimo je brzo na toplom i prozračnom mjestu u hladu. 
Za razvoj majorana potrebno je dosta topline i svjetlosti, jer je to biljka južnih krajeva. U našim klimatskim uvjetima uzgaja se isključivo kao jednogodišnji usjev. Uzrok ovome je što majoran ne može prezimiti. Kao višegodišnja biljka uzgaja se u krajevima s optimalnim uvjetima za njegov razvoj, gdje ne postoji opasnost od smrzavanja. Mlade biljke smrznu na temperaturi oko 4 °C. 

### Srodne vrste
Činjenica da su majoran i mravinac oboje iz obitelji metvica (Lamiaceae), roda Origanum, već kazuje da imaju sličnosti u izgledu, okusu i aromi. Najpoznatije su grčka, španjolska i meksička vrsta, a razlikuju se po jačini arome i okusa.

## Majoran kao začin u kuhinji
Kao začin ga često, za razliku od mravinca (origano), kombiniramo s drugim začinima. S timijanom čini izvrsnu kombinaciju za jela od iznutrica (jetra), s klekovim bobicama se koristi u mesnim i jelima od divljači. Samog ga koristimo u juhama i varivima, umaci, jelima od peradi, krumpira, paštetama. Fino doziran majoran koristimo u jelima od ribe. Slaže se s već pomenutim timijanon, klekovim bobicama, bosiljkom i ružmarinom.
Majoran se koristi svijež, onda je aromatičniji, jelima se dodaje list na kraju kuhanja, jer dužim kuhanjem gubi aromu. Majoran možemo koristiti i sušen, tada koristimo cijelu biljku, sa stabljikom i cvijetom. Sušenog dodajemo na početku kuhanja. Majoran je najbolje upotrebljavati s rajčicom i čili papričicama. Tikvice, brokule, cvjetaču i patlidžan također nadopunjuje svojom aromom, a odlično se slaže s češnjakom, lukom, timijanom, bosiljkom, peršinom i maslinovim uljem.
U dijetama koje zahtijevaju neslana jela, majoran je najprikladniji začin, jer izravno djeluje na stimuliranje svih unutarnjih organa, što je od velikog značaja za rad želuca, jetre, slezene, bubrega, gušterače i crijeva.

### Majoran u kuhinjama svijeta
Majoran je izuzetno važan u industrijskoj preradi hrane, pa zajedno s timijanom čini začinsku mješavinu u proizvodnji kobasica. U Njemačkoj poznatoj po velikoj raznolikosti kobasica, majoran još zovu Wursterkraut (biljka za kobasice). Sjemenke se koriste za okus konditorskih i mesnih proizvoda. U europskoj se kuhinji obično stavlja u morsku sol, ocat i ulje da mariniraju, stavlja se u dressinge za salate, dodaje umacima na bazi rajčice, gljiva, patlidžana, maslaca i riba, juhama od školjaka, povrtnim jelima, a naročito kupusu, krumpiru i grahu.
U Grčkoj se obično koristi kod pripreme pečenog mesa i janjetine, mesa sa žara i variva s paprikom. U mediteranskoj kuhinji možete ga naći u raznim jelima, od tjestenine, riže, s punjenim rajčicama, šampinjonima, tikvicama, patlidžanima. 
Talijanska kuhinja voli ovaj začin naročito svježi, pa ga ima u jelima s artičokama, plodovima mora, jastogu Fra Diavolo, talijanskoj mesnoj štruci, mariniranoj mozzarelli, sicilijanskoj krumpir pizzi i nizu drugih jela. Vrlo je važan začin uz razne tjestenine, jela od školjki i neizostavne pizze. Od mesnih jela tu je piletina pepperoni, janjeći i goveđi Stifado i niz drugih jela. Riba pečena u soli u kojoj ima majorana (u sol dodajte nasjeckane listiće majorana) može imati poseban mediteranski okus. Ratatouille je bez majorana siromašne arome, a Peperonati od patlidžana, rajčice i mozzarelle daje živost. Francuska mješavina provansalske trave, u kojoj su uz majoran i timijan, ružmarin i čubar, začin je mnogih ukusnih jela.
U Sjedinjenim Američkim Državama majoran se komercijalno upotrebljava u prerađevinama od piletine, paštetama, kobasicama, sirevima. Inače se susreće u salatama, juhama, kod pripreme iznutrica, a naročito jetrica bilo da su pečena ili kuhana. Losos mariniran s majoranom, pa pripremljen na grillu s pireom od pečenog češnjaka i krumpira, garniran sa šparogama i prženim lukom posebna je poslastica.
Možemo reći da je to i tradicionalni meksički začin kojeg upotrebljavaju u raznim ljutim čili umacima i namazima s tortiljama. Fajita ražnjići, te Feijoada - ragu od mesa i tamnog graha vole svježi majoran kao začin. Na Bliskom istoku majoran je česti začin, naročito kod pečene ovčetine i pripreme kruha.

### Kupovanje i čuvanje
Mirisno bilje majorana i mravinca možete uzgajati i u svom vrtu ili na balkonu. Kupiti ih možete rastuće u lončanicama. Ako kupite ubrane listove ili grančice, trebaju biti ujednačene zelene boje, a čuvajte ih zamotane u celofanskoj foliji u hladnjaku do tri dana. Ako ih zamotate u papirnati ubrus, pa stavite u najlonsku vrećicu u kojoj ste ostavili malo zraka, možete sačuvati listiće i do tjedan dana. Grančicu začinskog bilja možete staviti u čašu vode, pa prekriti najlon vrećicom preko stakla i tako produžiti trajanje ovih nježnih mirisnih listića.
Zamrzavati se mogu tako da svježe oprane i posušene stabljike i listiće stavite u najlonsku vrećicu. Uklonite zrak iz vrećice i zamrznite, a pri tome pazite da vam se listići ne zgnječe. Zamrznuto čuvajte do 12 mjeseci. Možete u posudicama za pravljenje leda staviti narezano lišće s malo vode i zamrznuti, a potom kockice pohraniti u najlonske vrećice i držati u zamrzivaču.
Listiće majorana i mravinca možete kupiti i posušene. Ako ih sušite sami vežite ih u snop grančica koje objesite na hladno tamno mjesto s dobrim protokom zraka ili ventilacijom. Posušene zdrobljene listiće čuvajte u poklopljenim staklenim posudama na tamnom mjestu.

## Ljekovita svojstva majorana
U medicini majoran pomaže protiv grčeva, pomaže izlučivanje kod upala grla, te upćenito umiruje živce. Čaj od majorana pomaže kod prehlada i bronhitisa. U kozmetičkoj industriji se mažuran koristi u preparatima za njegu nečiste i masne kože.
Majoran je uistinu impresivna ljekovita biljka. S obzirom na sastav eteričnih ulja vrlo često se upotrebljava u aromaterapiji, za ublažavanje simptoma astme, bronhitisa, upale sinusa, glavobolja ili probavnih tegoba kao što je napuhnutost, žgaravica, mučnina. Osim toga dodaje se i u ulja za masažu gdje doprinosi oslobađanju bolova u mišićima. 
Koristi se kao tonik za ublažavanje stresa. Od majorana se može pripremiti blagotvorni čaj koji potiče apetit i ublažava grčeve u želucu. Flavonoidi iz majorana posjeduju sedativna svojstva, što pomaže kod nesanice, glavobolja ili migrena. Smanjuje zubobolju, bolove kod artritisa, istegnuća i ukočenih zglobova. Jače doze imaju umirujući i antidepresivni učinak, dajući lagano euforično raspoloženje. 
Flavonoidi također djeluju i antioksidativno, tako da se smatra da konzumiranjem pripravaka od majorana može pomoći kod smanjenja nakupljanja kolesterola na stjenke krvnih žila, te poboljšati cirkulaciju krvi. Majoran može djelovati na snižavanje krvnog tlaka i rizik od srčanog udara i izljeva krvi u mozak. Čaj od majorana pospješuje znojenje i oslobađanje toksina preko kože, što je važno i kod groznice koja se javlja kao simptom kod prehlada i gripe. Ovaj čaj može poslužiti kao osvježenje tijekom ljeta, pomaže i kod revitaliziranja kose, preporučuje se isprati kosu s otopinom majorana. 
Majoran posjeduje antiseptična svojstva, koristi se kao sastojak za losione i kreme, čime se štite rane od upala i tetanusa. Učinkovito se bori protiv virusa i bolova koje se vežu uz prehlade, zaušnjake, ospice ili boginje. Ima antibakterijska svojstva koja mogu zaštititi od trovanja hranom, tifusa, malarije, bakterijskih upala debelog crijeva, probavnog sustava, urinarnog trakta. Ulje majorana pomaže kod neredovitih ili bolnih mjesečnica i simptoma vezanih uz problem bolne mjesečnice.
Narodna medicina je bogata receptima za pripremu majorana, kojega nadasve preporučuje kod oboljenja želuca, te kod oboljenja živaca, to jest raznih neuroza uzrokovanih brzim načinom života (u tu svrhu se preporučuje čaj od majorana u količini 1-2 šalice na dan). Majoran moramo uzimati umjereno, jer opija, pa se možemo osjećati loše. Novija znanstvena istraživanja majorana potvrđuju njegovu ljekovitost, te ga preporučuju kod AIDS-a, HIV-a, Alzheimerove bolesti, mišićne distrofije, mišićnih grčeva, psihičkih bolesti itd. Majoran rabimo kao antispazmodik koji sprječava, to jest smanjuje i liječi grčeve, bez obzira na to o kojim se grčevima radilo.

### Kontraindikacije
Veća uporaba majorana izaziva narkotično djelovanje s pojavom halucinacija.

### Detoksinacija organizma
U detoksikaciji organizma majorana ima posebnu namjenu jer djeluje višenamjenski: 
- pojačava znojenje, te oslobađa organizam od štetnih tvari;
- diuretično djelovanje, koje pojačava izlučivanje mokraće, te pomaže u radu bubrega;
- detoksikaciji crijeva, sprječava stvaranje plinova, te sprječava razvoj bakterija truljenja, pa se u tu svrhu koristi kao karminativ;
- majoran je i antiseptik, pogotovo za usta, to jest kod svih oboljenja usne šupljine (afte, upale zubnog mesa, gljivica), te se pomoću nje ispiru usta;
- najjače djelovanje majorana je izraženo u liječenju želuca, jer pojačava izlučivanje želučanog soka, te sudjeluje u vrenju hrane i potiče cijelu peristaltiku crijeva, te se kaže da jača i umiruje želudac, sprečava neurozno štucanje;
- kao ekspektorans djeluje na izbacivanju sekreta iz bronhija, te ga rabimo za liječenje kroničnog bronhitisa, astme, prehlade, jakog kašlja i ostalih oboljenja pluća, (ako se kuha u vinu i pije s medom djeluje bolje);
- kod problema s nosom, čajem ispiremo nosnice, a mazanje nosnica uljem od majorana sprječavamo djelovanje peludne groznice;
- učinkoviti je učinak i kod prehlada i nazeba, pijenjem čaja od majorana;
- kod ženskih oboljenja majoran regulira mjesečnicu, te liječi ženske organe (maternica);
- kao nervni tonik uzimamo majoran kod potištenosti, neuralgija, razdraženosti, nesanica, neuroza, itd.;
- majoran je dosta jak stimulator funkcija unutrašnjih organa, te se preporučuje u slabom radu tih organa, pogotovo ako se radi o lijenosti rada tih organa;
- kod glavobolja, neuralgije, migrene, itd.

Od suhog majorana i podbjela naprave se cigarete, koje ne samo da nisu štetne, već su ljekovite, a može ih se uzimati i do 10 komada dnevno. Majoran u prahu primjenjuje se kao burmut za ušmrkavanje u nos.

### Eterično ulje
Eterično ulje majorana se rabi kao analgetik, anafrodizijak, antiepileptik, antioksidans, antispazmodik, antiseptik, antiviral, antiinfektik, bakteriocid (gram-pozitivne bakterije, stafilokok, pneumokok, E. Coli, tifus, tuberkulosis ), diaforetik, digestiv, diuretik, emenoagog, ekspektorans, fungocid, hipertension, kardik, karminativ, laksativ, neurotonik, stimulans, stomahik, sedativ, vazodiletator, itd. Ulje se rabi u obliku inhalacije, kupke, za masažu (pomiješano s masti kod površinskih rana i upalnih stanja kože, itd.), obloge (kod otvrdnulih dojki, oteklina, novotvorina, itd.), u liječenju artritisa, bronhitisa, bolnih stanja mišića, grčeva, gihta, išijasa, migrene, neuredne i neredovite mjesečnice, nazeba, neuroza, nesanice, posjekotina, predmenstrualnih grčeva, reume, stresnih stanja, visokog tlaka, zatvora stolice i protiv drugih bolesti i tegoba. U homeopatiji se majoran koristi protiv ženskih bolesti.

### Energetska i nutritivna vrijednost
Energetska vrijednost 100 grama sušenog majorana iznosi 271 kcal/1136 kJ. Od toga sadrži 60,5% ugljikohidrata, 12,6% bjelančevina i 7% masti. Od minerala u majoranu se nalaze kalcij (1990 mg što čini 249% RDA), željezo (82,7 mg što čini 590% RDA), magnezij (346 mg što čini 92% RDA), fosfor (306 mg što čini 44% RDA), cink (3,6 mg što čini 36% RDA), bakar (1,13 mg što čini 113% RDA), mangan (5,4 mg što čini 271,6% RDA) i selen (4,5 mg što čini 8% RDA).
Od vitamina majoran sadrži vitamin C (51,4 mg što čini 64% RDA), tiamin ili vitamin B1 (0,3 mg što čini 26% RDA), riboflavin ili vitamin B2 (0,3 mg što čini 23% RDA), niacin ili vitamin B6 (4,1 mg što čini 26% RDA), piridoksin ili vitamin B6 (1,2 mg što čini 85% RDA), folnu kiselinu ili vitamin B9 (1644 mg što čini 82% RDA), vitamin A (403 mg što čini 50% RDA), vitamin K (621,7 mcg što čini 829% RDA) i vitamin E (1,69 mg što čini 14% RDA). Od ostalih nutrijenata majoran na 100 g sadrži 40,3 g vlakana i karotenoide lutein, te zeaksantin 1,9 mg.

## Vanjske poveznice
|  | Zajednički poslužitelj ima stranicu o temi Majoran |
|  | Wikivrste imaju podatke o taksonu Majorani         |